# Corioeme elgonensis
Corioeme elgonensis là một loài bọ cánh cứng trong họ Cerambycidae.